# استفتاء لوغانسك 2014
استفتاء لوغانسك 2014 هو استفتاء عام أقيم في إقليم لوغانسك في 11 مايو 2014 ونتج عنه استقلال إقليم لوغانسك عن أوكرانيا وتأسيس جمهورية لوغانسك الشعبية بهدف انضمامها لروسيا في وقت لاحق. قوبل هذا الاستفتاء بالتنديد الشديد من قبل الحكومة الأوكرانية والبلدان الأوروبية والأمريكية.

## السؤال
السؤال بالروسية: «Поддерживаете ли Вы Акт о государственной самостоятельности ""Louhansk"" народной республики ? ?» وهو ما يقابل بالعربية «هل توافق على استقلال جمهورية لوغانسك الشعبية؟».

## مقالات ذات صلة
- احتجاجات الميدان الأوروبي
- الثورة الأوكرانية 2014
- استفتاء دونيتسك 2014